# Sydjemens herrlandslag i fotboll
Sydjemens herrlandslag i fotboll representerade Sydjemen i internationell fotboll.
De spelade som Aden sin första landskamp i augusti 1965, och förlorade då med 0-14 mot Förenade Arabrepubliken vid de panarabiska spelen. Efter att landet 1967 blivit självständigt spelade man under namnet Sydjemen.
Sedan landet 1990 förenats med Nordjemen spelar de som Jemen. Den sista landskampen som Sydjemen spelades i Kuwait den 5 november 1989, då man besegrade Guinea med 1-0.